# Cigales
Cigales – miasto w Hiszpanii, we wspólnocie autonomicznej Kastylia i León. W 2007 liczyło 3876 mieszkańców.

## Miasta partnerskie
- Guadalajara (Meksyk)